# 沙河 (雁栖河支流)
沙河是北京地区的一条河流，为雁栖河的支流。
发源于怀柔县枣树林村，流经椴树岭、峪道河，注入大水峪水库。于东流水庄分为3股，分别汇入雁栖河。流域面积287.04平方公里。